# Charles Lahure
Pour les articles homonymes, voir Lahure.
Charles Lahure (1809-1887) est un écrivain, éditeur et imprimeur français, fondateur des établissements Lahure (Paris).

## Biographie
Né à Paris le 26 février 1809, Charles Auguste Lahure est le fils de Louis-Auguste Lahure (1775-1852), notaire et conseiller municipal de Paris, et de Marie Dumont (1782-1860). Il entre à l'école de Saint-Cyr et en sort avec le grade de sous-lieutenant. Il démissionne de l'armée en 1836, puis épouse Marie-Fortunée (1817-1843), fille de l'imprimeur Georges-Adrien Crapelet. En 1842, Charles s'associe au fils de ce dernier, codirigeant un établissement fort d'une centaine d'ouvriers et dont l'origine remonterait à Robert Estienne[réf. nécessaire]. En 1856, il reprend seul la succession en son nom propre, tout en produisant une œuvre littéraire.
Les établissements Lahure s'installent ensuite au 9 de la rue de Fleurus et comptent bientôt près de 500 ouvriers. À partir de 1855, Lahure a comme clients les éditions Hachette, Hetzel, Dentu, ainsi que de nombreuses institutions, des périodiques comme le Journal pour tous, La Semaine des enfants, Le Tour du monde, Le Figaro, et des usuels comme les dictionnaires de Vapereau. 
Le 18 août 1845, il épouse en secondes noces Anne Camille de Quevauvillers. Le 23 février 1861, il est nommé chevalier de la Légion d'honneur.
En 1870, il se retire des affaires et transmet sa succession à ses deux fils aînés, Louis (1846-1877) et Alexis (1849-1929). Le troisième fils, Auguste (1854-1883), y introduit la chromotypographie. Sous la direction d'Alexis, les établissements Lahure connaissent une forte expansion,, reprise ensuite par André Lahure. La firme fusionne en 1969 avec Kapp puis Jombart, pour former l'Imprimerie Jombart, Kapp et Lahure, actuellement Kapp Graphic, à Évreux.

## Écrits
- Observations sur la demande faite par des libraires réunis en commission, de reconnaître en France et sans condition la propriété littéraire des étrangers, et moyen de paralyser les contrefaçons belges, Crapelet, 1840 — lire en ligne sur Gallica.
- Œuvres complètes de Boileau, édition annotée, Hachette, 1856 et suiv.
- Œuvres complètes de Montesquieu, édition annotée, Hachette, 1856 et suiv.
- Œuvres complètes de P. Corneille, édition annotée, Hachette, 1857 et suiv.
- Œuvres complètes de Blaise Pascal, édition annotée, Hachette, 1858 et suiv.
- Œuvres complètes de Racine, édition annotée, Hachette, 1859 et suiv.
- Histoire populaire contemporaine de la France, 4 volumes illustrés, Lahure, 1864-1866 — lire en ligne sur Gallica.